# La Bourgonce
La Bourgonce település Franciaországban, Vosges megyében. Lakosainak száma 862 fő (2022. január 1.). La Bourgonce Housseras, Jeanménil, Mortagne, Nompatelize, Saint-Michel-sur-Meurthe, La Salle és Autrey községekkel határos.

## Népesség
A település népességének változása:
| Lakosok száma | 898  | 902  | 921  | 896  | 900  | 899  | 903  | 883  | 862  |
|               | 2013 | 2015 | 2016 | 2017 | 2018 | 2019 | 2020 | 2021 | 2022 |